# El Capulín, Querétaro Arteaga
El Capulín är en ort i Mexiko.   Den ligger i kommunen Amealco de Bonfil och delstaten Querétaro Arteaga, i den sydöstra delen av landet, 120 km nordväst om huvudstaden Mexico City. El Capulín ligger 2 501 meter över havet och antalet invånare är 240.
Terrängen runt El Capulín är varierad. Runt El Capulín är det ganska tätbefolkat, med 120 invånare per kvadratkilometer. Närmaste större samhälle är Amealco, 13,0 km nordväst om El Capulín. I omgivningarna runt El Capulín växer i huvudsak blandskog.